# Галушко-Аксьоненко Наталія Олегівна
Наталія Олегівна Галушко-Аксьоненко (нар. 26 квітня 1956, Гадяч) — українська художниця декоративно-ужиткового мистецтва; членкиня Спілки художників СРСР з 1986 року та Національної спілки художників України.

## Біографія
Народилася 26 квітня 1956 в місті Гадячі Полтавської області в сім'ї військового лікаря. Закінчила Миргородський керамічний технікум та Косівський державний інститут прикладного та декоративного мистецтва.
З 1979 року працювала художником на Коростенському фарфоровому заводі; з 2000 по 2006 рік — головний художник АТЗТ «Коростенський фарфор». Живе та працює в Коростені .

## Творчість
Займалася розписом на порцеляні, після закриття порцелянового заводу почала займатися лялькарством, вишиваним живописом, паперовою витинанкою та декоративним живописом.
З 1979 року брала участь в республіканських, всесоюзних, всеукраїнських художніх виставках. Персональні відбулися у Білорусі (1998),
Житомирі (2008, 2016), Новограді-Волинському (2016).

## Відзнаки
- Премія імені Лесі Українки за 2016 рік;
- Премія імені Тетяни Яблонської за 2019 рік;
- Заслужений художник України з 2019 року[1].